# Sergiolus stella
Sergiolus stella är en spindelart som beskrevs av Chamberlin 1922. Sergiolus stella ingår i släktet Sergiolus och familjen plattbuksspindlar. Inga underarter finns listade i Catalogue of Life.